# Tour der irischen Rugby-Union-Nationalmannschaft nach Ozeanien 2003
| Tour der Iren nach Australien und Ozeanien 2003 | Tour der Iren nach Australien und Ozeanien 2003 | Tour der Iren nach Australien und Ozeanien 2003 | Tour der Iren nach Australien und Ozeanien 2003 | Tour der Iren nach Australien und Ozeanien 2003 |
| Übersicht                                       | S                                               | G                                               | U                                               | N                                               |
| ----------------------------------------------- | ----------------------------------------------- | ----------------------------------------------- | ----------------------------------------------- | ----------------------------------------------- |
| Test Matches                                    | 3                                               | 0                                               | 0                                               | 3                                               |
|                                                 |                                                 |                                                 |                                                 |                                                 |
| Australien                                      | 1                                               | 0                                               | 0                                               | 1                                               |
| Samoa                                           | 1                                               | 0                                               | 0                                               | 1                                               |
| Tonga                                           | 1                                               | 0                                               | 0                                               | 1                                               |

Die Tour der irischen Rugby-Union-Nationalmannschaft nach Australien und Ozeanien 2003 umfasste eine Reihe von Freundschaftsspielen der irischen Rugby-Union-Nationalmannschaft. Sie reiste im Juni 2003 durch Australien, Samoa und Tonga, wobei sie während dieser Zeit drei Test Matches gegen die Nationalmannschaften der entsprechenden Länder bestritt. Dabei resultierten zwei Siege und eine Niederlage. Es handelte sich um die letzte Tour der Iren im traditionellen Sinne; an ihre Stelle traten die Mid-year Internationals und End-of-year Internationals.

## Spielplan
- Hintergrundfarbe grün = Sieg
- Hintergrundfarbe rot = Niederlage

(Ergebnisse aus der Sicht Irlands)
| # | Datum         | Gegner     | Ort        | Stadion                | Ergebnis |
| - | ------------- | ---------- | ---------- | ---------------------- | -------- |
| 1 | 07. Juni 2003 | Australien | Perth      | Subiaco Oval           | 16:45    |
| 2 | 14. Juni 2003 | Tonga      | Nukuʻalofa | Teufaiva Sport Stadium | 40:19    |
| 3 | 20. Juni 2003 | Samoa      | Apia       | Apia Park              | 40:14    |

## Test Matches
| 7. Juni 2003 AWST | Australien                                                                                            | 45 : 16         | Irland                                                                  | Subiaco Oval, Perth Zuschauer: 39.787 Schiedsrichter: Nigel Williams (Wales) |
| 7. Juni 2003 AWST | Versuche: Flatley Gregan (2) S. Kefu Latham Strafversuch Erhöhungen: Flatley (6) Straftritte: Flatley | (14:13) Bericht | Versuche: Kelly Erhöhungen: Humphreys Straftritte: Humphreys (2) O’Gara | Subiaco Oval, Perth Zuschauer: 39.787 Schiedsrichter: Nigel Williams (Wales) |

Aufstellungen:
- Australien: Elton Flatley, David Giffin, George Gregan , Steve Kefu, Toutai Kefu, Chris Latham, David Lyons, Patricio Noriega, Jeremy Paul, Joe Roff, Wendell Sailor, Nathan Sharpe, George Smith, Morgan Turinui, Bill Young 
 Auswechselspieler: Brendan Cannon, Ben Darwin, Nathan Grey, Lote Tuqiri, Dan Vickerman, Phil Waugh, Chris Whitaker
- Irland: Shane Byrne, Reggie Corrigan, Victor Costello, Girvan Dempsey, Keith Gleeson, Marcus Horan, David Humphreys , John Kelly, Gary Longwell, Kevin Maggs, Geordan Murphy, Malcolm O’Kelly, Alan Quinlan, Peter Stringer, James Topping 
 Auswechselspieler: Emmet Byrne, Paul O’Connell, Ronan O’Gara

| 14. Juni 2003 | Tonga                                    | 19 : 40         | Irland                                                                                         | Teufaiva Sport Stadium, Nukuʻalofa Zuschauer: 10.000 Schiedsrichter: Steve Walsh (Australien) |
| 14. Juni 2003 | Versuche: Hola (2) Straftritte: Hola (3) | (14:20) Bericht | Versuche: Bell G. Easterby (2) Kelly (2) McHugh Erhöhungen: O’Gara (2) Straftritte: O’Gara (2) | Teufaiva Sport Stadium, Nukuʻalofa Zuschauer: 10.000 Schiedsrichter: Steve Walsh (Australien) |

Aufstellungen:
- Tonga: Inoke Afeaki , Stanley Afeaki, Toni Alatini, Pierre Hola, Saia Latu, Hemani Lavaka, Tonga Leaʻaetoa, Gus Leger, Vili Maʻasi, Joe Mafileʻo, Nisifolo Naufahu, Johnny Ngauamo, Milton Ngauamo, David Palu, John Payne 
 Auswechselspieler: Kisi Pulu, Ephraim Taukafa, Taniela Tulia, Viliami Vaki
- Irland: Jonathan Bell, Shane Byrne, Reggie Corrigan , Leo Cullen, Kieron Dawson, Guy Easterby, Simon Easterby, Justin Fitzpatrick, Tyrone Howe, John Kelly, Mark McHugh, Eric Miller, Mike Mullins, Paul O’Connell, Ronan O’Gara 
 Auswechselspieler: Simon Best, Gordon D’Arcy, Donncha O’Callaghan, David Wallace

| 21. Juni 2003 | Samoa                                          | 14 : 40       | Irland                                                                                             | Apia Park, Apia Schiedsrichter: Paul Honiss (Neuseeland) |
| 21. Juni 2003 | Versuche: Fanuʻatanu Vaʻa Erhöhungen: Vaʻa (2) | (7:9) Bericht | Versuche: Miller O’Gara (2) Erhöhungen: O’Gara (2) Straftritte: Burke O’Gara (5) Dropgoals: O’Gara | Apia Park, Apia Schiedsrichter: Paul Honiss (Neuseeland) |

Aufstellungen:
- Samoa: Lome Faʻatau, Maurie Faʻasavalu, Faʻatonu Fili, Ron Fanuʻatanu, Leo Lafaialiʻi, Kas Lealamanuʻa, Trevor Leota, Brian Lima, Opeta Palepoi, Dale Rasmussen, Semo Sititi , Jeremy Tomuli, Denning Tyrell, Earl Vaʻa, Kitiona Viliamu 
 Gaolo Elisara, Tamato Leupolu, Jon Meredith, Steve Soʻoialo, Des Tuiaviʻi
- Irland: Jonathan Bell, Shane Byrne, Reggie Corrigan , Leo Cullen, Girvan Dempsey, Guy Easterby, Simon Easterby, Marcus Horan, Anthony Horgan, John Kelly, Aidan McCullen, Eric Miller, Mike Mullins, Paul O’Connell, Ronan O’Gara 
 Auswechselspieler: Paul Burke, Emmet Byrne, Gordon D’Arcy, Donncha O’Callaghan, Brian O’Meara, Paul Shields, David Wallace